# 上杉顕定 (扇谷上杉家)
上杉 顕定（うえすぎ あきさだ）は、南北朝時代の武士。扇谷上杉家初代当主。

## 略歴
正平6年/観応2年（1351年）、上杉藤成の子として誕生。二橋上杉家の上杉朝定の養子となった。
養父・朝定は丹波国守護だったが、貞治年間頃（1360年代）に顕定は関東に下向して2代鎌倉公方・足利氏満に仕え、鎌倉扇谷の地に居住し、扇谷上杉家の祖となった。二橋上杉氏は顕定の義弟で朝定の実子・朝顕が継承して八条上杉家となった。
天授6年/康暦2年（1380年）、死去。享年30。甥・氏定が跡を継いだ。